# Kangrali (KH)
Kangrali (KH) é uma vila no distrito de Belgaum, no estado indiano de Karnataka.

## Demografia
Segundo o censo de 2001, Kangrali (KH) tinha uma população de 8423 habitantes. Os indivíduos do sexo masculino constituem 51% da população e os do sexo feminino 49%. Kangrali (KH) tem uma taxa de literacia de 73%, superior à média nacional de 59,5%: a literacia no sexo masculino é de 79% e no sexo feminino é de 67%. Em Kangrali (KH), 14% da população está abaixo dos 6 anos de idade.